# Ranulfo I de Poitiers
Ranulfo I de Poitiers (del francés: Ramnulf, Rainulf o Renoul) (fallecido en octubre de 866) fue un noble medieval francés, conde de Poitiers, duque de Aquitania desde 854 a 866 y abad de Saint-Hilaire de 841 a 866.

## Biografía
Ranulfo era hijo de Gérard, conde de Auvernia, partidario leal del emperador Luis el Piadoso y después del rey Carlos el Calvo, que murió en el 841 en la batalla de Fontenoy-en-Puisaye que enfrentó a las fuerzas de Luis el Germánico y Carlos el Calvo, por un lado, con las de su hermano mayor Lotario I y su sobrino Pipino II de Aquitania por el otro.
Según el cronista Adémar de Chabannes, fue nombrado conde de Poitiers en 840, después de que Luis el Piadoso hubiese despojado al conde Émenon, culpable de haber apoyado la revuelta de Pipino II de Aquitania. Esta afirmación plantea un problema cronológico, porque entonces Ranulfo tendría quince años, siendo bastante joven para organizar la defensa de un condado particularmente expuesto a los ataques de los vikingos. Si Luis el Piadoso hubiese querido favorecer a la familia de Ranulfo, podía haber confiado el condado a su padre Gérard de Auvernia o a su tío Guillaume, ambos en esa fecha aún vivos. La fecha de 854, que corresponde a la muerte de Ebroin (obispo de Poitiers), obispo de Poitiers, parece más plausible. En cualquier caso, es la fecha efectiva de la entrada en funciones de Ranulfo como conde de Poitiers.
En 864, sorprendió a un grupo de normandos que estaban causando estragos en su condado, y fue hecho prisionero Pipino II de Aquitania, que se había aliado con ellos. Le entregó a Carlos el Calvo, quien le hizo tonsurar y enclaustrar en Senlis. En colaboración con Roberto el Fuerte, combatió a los vikingos que saquearon el valle del Loira y especialmente a su líder Hasting. Se las arreglaron para sorprenderle cerca de Châteauneuf-sur-Sarthe, cuando trataba de saquear Le Mans. Los vikingos se refugiaron en la iglesia de Brissarthe, que fue asediada por los francos. Los vikingos realizaron un salida el dos julio de 866, en el que fue muerto Roberto el Fuerte y Ranulfo fue gravemente herido por una flecha vikinga. Murió de sus heridas poco después, en octubre de 866.
| Predecesor: Ébroïn Obispo de Poitiers | Duque de Aquitania 854-866 | Sucesor: Bernardo de Gothia             |
| Predecesor: Begon 843                 | Conde de Poitiers 854-866  | Sucesor: Ranulfo II de Poitiers 888-890 |

## Familia

### Las certezas
- Según Adémar de Chabannes, Ranulfo era hijo de Gérard, conde de Auvernia y sobrino de Guillermo.[8]
- La Vita Hludovici Pii indica que Gérard d'Auvergne est un gendre (gener) de Pipino I de Aquitania.[9]
- El monje y cronista Abbon de Fleury, en su obra De Bellis Parisiacæ urbis et Odonis comitis, indica que Ebles, abad de Saint-Denis, hijo de Ranulfo I, era el nepos del abad Gauzlin, identificado como un hijo homónimo del conde Rorgon I del Maine. El nombre del conde Gauzbert, otro hijo de Ranulfo I, refuerza este parentesco con los condes de Maine.
- Adémar de Chabannes cuenta que a principios de los años 850, Ranulfo, conde de Poitiers, y Raino, conde de Herbauges, son consanguineus combatieron a los vikingos que habían atacado Briliaco villa.[10] Raino, o Ragenold fue también conocido siendo un Rorgonida: de hecho fue a este último a quien el rey confía la tutela de los niños de Gauzfrid del Maine, muerto en 878.
- Por último, Adémar de Chabannes precisa que el conde Géraud de Aurillac, a quien se le confió la tutela de Ebles Manzer, hijo de Ranulfo II, decidió confiárselo a Guillermo el Piadoso, un primo de Ranulfo II.[11]

### La hipétesis clásica
A partir de estas informaciones, Léon Levillain ha compilado la siguiente tabla genealógica, que sigue siendo aceptado por los historiadores:
|                 |                 |                 |                 |                                 |                                 |                                 |                                 |                                            |                                            |                                            |                                            |                                                              |                                                              |                                                              |                                                              |                                                              |                                                              |            |            |            |            |        |        |            |            |            |            |                                                                  |                                                                  | Pipino I de Aquitania rey de Aquitania x822 Ringarde             |                                                                  |                                                                  |                                                                  |                     |                     |                                           |                                           |                                           |                                           |                                              |                                              |                                              |                                              |                                                                     |                                                                     |                                                                     |                                                                     |                                                                     |                                                                     |                                                   |                                                   |                                                   |                                                   |  |  |
|                 |                 |                 |                 |                                 |                                 |                                 |                                 |                                            |                                            |                                            |                                            |                                                              |                                                              |                                                              |                                                              |                                                              |                                                              |            |            |            |            |        |        |            |            |            |            |                                                                  |                                                                  |                                                                  |                                                                  |                                                                  |                                                                  |                     |                     |                                           |                                           |                                           |                                           |                                              |                                              |                                              |                                              |                                                                     |                                                                     |                                                                     |                                                                     |                                                                     |                                                                     |                                                   |                                                   |                                                   |                                                   |  |  |
|                 |                 |                 |                 |                                 |                                 |                                 |                                 |                                            |                                            |                                            |                                            |                                                              |                                                              |                                                              |                                                              |                                                              |                                                              |            |            |            |            |        |        |            |            |            |            |                                                                  |                                                                  |                                                                  |                                                                  |                                                                  |                                                                  |                     |                     |                                           |                                           |                                           |                                           |                                              |                                              |                                              |                                              |                                                                     |                                                                     |                                                                     |                                                                     |                                                                     |                                                                     |                                                   |                                                   |                                                   |                                                   |  |  |
| Rotrude († 810) | Rotrude († 810) | Rotrude († 810) | Rotrude († 810) | Rotrude († 810)                 | Rotrude († 810)                 |                                 |                                 | Rorgon I del Maine († 840) conde del Maine | Rorgon I del Maine († 840) conde del Maine | Rorgon I del Maine († 840) conde del Maine | Rorgon I del Maine († 840) conde del Maine | Rorgon I del Maine († 840) conde del Maine                   | Rorgon I del Maine († 840) conde del Maine                   |                                                              |                                                              | Bilichilde                                                   | Bilichilde                                                   | Bilichilde | Bilichilde | Bilichilde | Bilichilde |        |        |            |            |            |            |                                                                  |                                                                  | Nacido (ca. 823 † )                                              | Nacido (ca. 823 † )                                              | Nacido (ca. 823 † )                                              | Nacido (ca. 823 † )                                              | Nacido (ca. 823 † ) | Nacido (ca. 823 † ) |                                           |                                           |                                           |                                           | Gérard de Auvernia conde de Auvernia († 841) | Gérard de Auvernia conde de Auvernia († 841) | Gérard de Auvernia conde de Auvernia († 841) | Gérard de Auvernia conde de Auvernia († 841) | Gérard de Auvernia conde de Auvernia († 841)                        | Gérard de Auvernia conde de Auvernia († 841)                        |                                                                     |                                                                     | Guillaume I de Auvernia conde de Auvernia († 846)                   | Guillaume I de Auvernia conde de Auvernia († 846)                   | Guillaume I de Auvernia conde de Auvernia († 846) | Guillaume I de Auvernia conde de Auvernia († 846) | Guillaume I de Auvernia conde de Auvernia († 846) | Guillaume I de Auvernia conde de Auvernia († 846) |  |  |
| Rotrude († 810) | Rotrude († 810) | Rotrude († 810) | Rotrude († 810) | Rotrude († 810)                 | Rotrude († 810)                 |                                 |                                 | Rorgon I del Maine († 840) conde del Maine | Rorgon I del Maine († 840) conde del Maine | Rorgon I del Maine († 840) conde del Maine | Rorgon I del Maine († 840) conde del Maine | Rorgon I del Maine († 840) conde del Maine                   | Rorgon I del Maine († 840) conde del Maine                   |                                                              |                                                              | Bilichilde                                                   | Bilichilde                                                   | Bilichilde | Bilichilde | Bilichilde | Bilichilde |        |        |            |            |            |            |                                                                  |                                                                  | Nacido (ca. 823 † )                                              | Nacido (ca. 823 † )                                              | Nacido (ca. 823 † )                                              | Nacido (ca. 823 † )                                              | Nacido (ca. 823 † ) | Nacido (ca. 823 † ) |                                           |                                           |                                           |                                           | Gérard de Auvernia conde de Auvernia († 841) | Gérard de Auvernia conde de Auvernia († 841) | Gérard de Auvernia conde de Auvernia († 841) | Gérard de Auvernia conde de Auvernia († 841) | Gérard de Auvernia conde de Auvernia († 841)                        | Gérard de Auvernia conde de Auvernia († 841)                        |                                                                     |                                                                     | Guillaume I de Auvernia conde de Auvernia († 846)                   | Guillaume I de Auvernia conde de Auvernia († 846)                   | Guillaume I de Auvernia conde de Auvernia († 846) | Guillaume I de Auvernia conde de Auvernia († 846) | Guillaume I de Auvernia conde de Auvernia († 846) | Guillaume I de Auvernia conde de Auvernia († 846) |  |  |
|                 |                 |                 |                 |                                 |                                 |                                 |                                 |                                            |                                            |                                            |                                            |                                                              |                                                              |                                                              |                                                              |                                                              |                                                              |            |            |            |            |        |        |            |            |            |            |                                                                  |                                                                  |                                                                  |                                                                  |                                                                  |                                                                  |                     |                     |                                           |                                           |                                           |                                           |                                              |                                              |                                              |                                              |                                                                     |                                                                     |                                                                     |                                                                     |                                                                     |                                                                     |                                                   |                                                   |                                                   |                                                   |  |  |
|                 |                 |                 |                 |                                 |                                 |                                 |                                 |                                            |                                            |                                            |                                            |                                                              |                                                              |                                                              |                                                              |                                                              |                                                              |            |            |            |            |        |        |            |            |            |            |                                                                  |                                                                  |                                                                  |                                                                  |                                                                  |                                                                  |                     |                     |                                           |                                           |                                           |                                           |                                              |                                              |                                              |                                              |                                                                     |                                                                     |                                                                     |                                                                     |                                                                     |                                                                     |                                                   |                                                   |                                                   |                                                   |  |  |
|                 |                 |                 |                 | Gauzlin († 886) obispo de París | Gauzlin († 886) obispo de París | Gauzlin († 886) obispo de París | Gauzlin († 886) obispo de París | Gauzlin († 886) obispo de París            | Gauzlin († 886) obispo de París            |                                            |                                            | Bernard le Poitevin conde de Poitiers († 844)                | Bernard le Poitevin conde de Poitiers († 844)                | Bernard le Poitevin conde de Poitiers († 844)                | Bernard le Poitevin conde de Poitiers († 844)                | Bernard le Poitevin conde de Poitiers († 844)                | Bernard le Poitevin conde de Poitiers († 844)                |            |            |            |            |        |        | Bilichilde | Bilichilde | Bilichilde | Bilichilde | Bilichilde                                                       | Bilichilde                                                       |                                                                  |                                                                  |                                                                  |                                                                  |                     |                     | Ranulfo I comte de Poitiers (v.838 † 866) | Ranulfo I comte de Poitiers (v.838 † 866) | Ranulfo I comte de Poitiers (v.838 † 866) | Ranulfo I comte de Poitiers (v.838 † 866) | Ranulfo I comte de Poitiers (v.838 † 866)    | Ranulfo I comte de Poitiers (v.838 † 866)    |                                              |                                              |                                                                     |                                                                     |                                                                     |                                                                     |                                                                     |                                                                     |                                                   |                                                   |                                                   |                                                   |  |  |
|                 |                 |                 |                 | Gauzlin († 886) obispo de París | Gauzlin († 886) obispo de París | Gauzlin († 886) obispo de París | Gauzlin († 886) obispo de París | Gauzlin († 886) obispo de París            | Gauzlin († 886) obispo de París            |                                            |                                            | Bernard le Poitevin conde de Poitiers († 844)                | Bernard le Poitevin conde de Poitiers († 844)                | Bernard le Poitevin conde de Poitiers († 844)                | Bernard le Poitevin conde de Poitiers († 844)                | Bernard le Poitevin conde de Poitiers († 844)                | Bernard le Poitevin conde de Poitiers († 844)                |            |            |            |            |        |        | Bilichilde | Bilichilde | Bilichilde | Bilichilde | Bilichilde                                                       | Bilichilde                                                       |                                                                  |                                                                  |                                                                  |                                                                  |                     |                     | Ranulfo I comte de Poitiers (v.838 † 866) | Ranulfo I comte de Poitiers (v.838 † 866) | Ranulfo I comte de Poitiers (v.838 † 866) | Ranulfo I comte de Poitiers (v.838 † 866) | Ranulfo I comte de Poitiers (v.838 † 866)    | Ranulfo I comte de Poitiers (v.838 † 866)    |                                              |                                              |                                                                     |                                                                     |                                                                     |                                                                     |                                                                     |                                                                     |                                                   |                                                   |                                                   |                                                   |  |  |
|                 |                 |                 |                 |                                 |                                 |                                 |                                 |                                            |                                            |                                            |                                            |                                                              |                                                              |                                                              |                                                              |                                                              |                                                              |            |            |            |            |        |        |            |            |            |            |                                                                  |                                                                  |                                                                  |                                                                  |                                                                  |                                                                  |                     |                     |                                           |                                           |                                           |                                           |                                              |                                              |                                              |                                              |                                                                     |                                                                     |                                                                     |                                                                     |                                                                     |                                                                     |                                                   |                                                   |                                                   |                                                   |  |  |
|                 |                 |                 |                 |                                 |                                 |                                 |                                 |                                            |                                            |                                            |                                            |                                                              |                                                              |                                                              |                                                              |                                                              |                                                              |            |            |            |            |        |        |            |            |            |            |                                                                  |                                                                  |                                                                  |                                                                  |                                                                  |                                                                  |                     |                     |                                           |                                           |                                           |                                           |                                              |                                              |                                              |                                              |                                                                     |                                                                     |                                                                     |                                                                     |                                                                     |                                                                     |                                                   |                                                   |                                                   |                                                   |  |  |
|                 |                 |                 |                 |                                 |                                 |                                 |                                 |                                            |                                            |                                            |                                            | Bernard de Gothie († 879) conde de Poitiers neveu de Gauzlin | Bernard de Gothie († 879) conde de Poitiers neveu de Gauzlin | Bernard de Gothie († 879) conde de Poitiers neveu de Gauzlin | Bernard de Gothie († 879) conde de Poitiers neveu de Gauzlin | Bernard de Gothie († 879) conde de Poitiers neveu de Gauzlin | Bernard de Gothie († 879) conde de Poitiers neveu de Gauzlin |            |            | Émenon     | Émenon     | Émenon | Émenon | Émenon     | Émenon     |            |            | Ranulfo II de Poitiers († 5 de agosto del 890) conde de Poitiers | Ranulfo II de Poitiers († 5 de agosto del 890) conde de Poitiers | Ranulfo II de Poitiers († 5 de agosto del 890) conde de Poitiers | Ranulfo II de Poitiers († 5 de agosto del 890) conde de Poitiers | Ranulfo II de Poitiers († 5 de agosto del 890) conde de Poitiers | Ranulfo II de Poitiers († 5 de agosto del 890) conde de Poitiers |                     |                     | Gauzbert († 892)                          | Gauzbert († 892)                          | Gauzbert († 892)                          | Gauzbert († 892)                          | Gauzbert († 892)                             | Gauzbert († 892)                             |                                              |                                              | Ebles († 2 de octubre del 892) abad de Saint-Denis neveu de Gauzlin | Ebles († 2 de octubre del 892) abad de Saint-Denis neveu de Gauzlin | Ebles († 2 de octubre del 892) abad de Saint-Denis neveu de Gauzlin | Ebles († 2 de octubre del 892) abad de Saint-Denis neveu de Gauzlin | Ebles († 2 de octubre del 892) abad de Saint-Denis neveu de Gauzlin | Ebles († 2 de octubre del 892) abad de Saint-Denis neveu de Gauzlin |                                                   |                                                   |                                                   |                                                   |  |  |

Otto-Gerhart Oexle ha corregido ligeramente esta genealogía recordando que ningún texto nombra a la madre de Ranulfo II, no hay nada para decir que Bilichilde se volvió a casar después de su viudez con Bernard le Poitevin. La esposa de Ranulfo I bien podría ser una hermana de Bilichilde, tal vez de nombre Adaltrude.

### La hipótesis de Settipani
Christian Settipani ha destacado que esta construcción plantea varios problemas:
- la fecha de nacimiento Ranulfo I: si por su madre era el hijo pequeño de Pipino I de Aquitania y de Raingarde, difícilmente puede haber nacido antes de 838, cuando su madre tendría a lo más quince años.  Esta fecha de nacimiento hace que sea poco probable el nombramiento de Ranulfo como conde de Poitiers en 839 (según Ademar de Chabannes) o incluso 854: no se nombra a un noble de dieciséis años a la cabeza de un condado especialmente vulnerable a las incursiones de los vikingos.  Algunos historiadores han considerado que gener était à prendre au sens de « beau-frère », pero el contexto aboga más por el significado de « gendre ». La conclusión de Christian Settipani es decir que Ranulfo I proviene de una primera unión de Gérard d'Auvergne.[16]
- El matrimonio entre Ranulfo I y una hija del conde Rorgon I del Maine induce entre Ranulfo y Raino/Ragenold un parentesco de primos por alianza que no corresponde a los diferentes sentidos de consanguineus. La conclusión de Christian Settipani es que era Ranulfo el primo de los condes del Maine y no su esposa. Propone ver en la madre de Ranulfo una mujer descendiente de los condes del Maine. La palabra latina nepos significa «sobrino», pero también puede tener el significado de «hijo pequeño» o de «sobrino pequeño». De acuerdo con este último sentido, los otros están excluidos, la madre de Ranulfo sería hija de Rorgon I y de Rothrude, más que de Bilichilde, por razones cronológicas.[17] Propone llamarla Adaltrude.[15]
- Por último, la reconstrucción no tiene en cuenta la relación de primos entre Ranulfo II y Guillermo el Piadoso. La propuestade Christien Settipani es ver en la madre de Ranulfo II una tía de Guillermo el Piadoso. Supone que es una tía paterna para explicar la transmisión del nombre de Guillaume, bien que este nombre existe ya en la familia en la personne del hermano de Gérard d'Auvergne.[18]

Estos supuestos resultan en la siguiente tabla:
|                                                 |                                                 |                                                 |                                                 |                                                 |                                                 |                                                |                                                |                                                |                                                |                   |                   |                                  |                                  |                                  |                                  |                                  |                                  |                  |                  |                                                |                                                |                                                |                                                |                                                                                             |                                                                                             | Carlomagno († 814) emperador                                                                |                                                                                             |                                                                                             |                                                                                             |                                   |                                   |                                                                    |                                                                    |                                                                    |                                                                    |                                                                    |                                                                    |             |             |             |             |         |         |                                 |                                 |                                            |                                            |                                            |                                            |                                            |                                            |                                                    |                                                    |                                                    |                                                    |                                                    |                                                    |            |            |            |            |                                     |                                     |                                     |                                     |                                     |                                     |       |       |       |       |  |  |  |  |  |  |  |  |  |  |  |  |
|                                                 |                                                 |                                                 |                                                 |                                                 |                                                 |                                                |                                                |                                                |                                                |                   |                   |                                  |                                  |                                  |                                  |                                  |                                  |                  |                  |                                                |                                                |                                                |                                                |                                                                                             |                                                                                             |                                                                                             |                                                                                             |                                                                                             |                                                                                             |                                   |                                   |                                                                    |                                                                    |                                                                    |                                                                    |                                                                    |                                                                    |             |             |             |             |         |         |                                 |                                 |                                            |                                            |                                            |                                            |                                            |                                            |                                                    |                                                    |                                                    |                                                    |                                                    |                                                    |            |            |            |            |                                     |                                     |                                     |                                     |                                     |                                     |       |       |       |       |  |  |  |  |  |  |  |  |  |  |  |  |
|                                                 |                                                 |                                                 |                                                 |                                                 |                                                 |                                                |                                                |                                                |                                                |                   |                   |                                  |                                  |                                  |                                  |                                  |                                  |                  |                  |                                                |                                                |                                                |                                                |                                                                                             |                                                                                             |                                                                                             |                                                                                             |                                                                                             |                                                                                             |                                   |                                   |                                                                    |                                                                    |                                                                    |                                                                    |                                                                    |                                                                    |             |             |             |             |         |         |                                 |                                 |                                            |                                            |                                            |                                            |                                            |                                            |                                                    |                                                    |                                                    |                                                    |                                                    |                                                    |            |            |            |            |                                     |                                     |                                     |                                     |                                     |                                     |       |       |       |       |  |  |  |  |  |  |  |  |  |  |  |  |
|                                                 |                                                 |                                                 |                                                 |                                                 |                                                 |                                                |                                                |                                                |                                                |                   |                   |                                  |                                  |                                  |                                  |                                  |                                  |                  |                  | Luis el Piadoso († 840) emperador              | Luis el Piadoso († 840) emperador              | Luis el Piadoso († 840) emperador              | Luis el Piadoso († 840) emperador              | Luis el Piadoso († 840) emperador                                                           | Luis el Piadoso († 840) emperador                                                           |                                                                                             |                                                                                             |                                                                                             |                                                                                             |                                   |                                   |                                                                    |                                                                    |                                                                    |                                                                    |                                                                    |                                                                    |             |             |             |             |         |         |                                 |                                 | Gauzlin I del Maine                        | Gauzlin I del Maine                        | Gauzlin I del Maine                        | Gauzlin I del Maine                        | Gauzlin I del Maine                        | Gauzlin I del Maine                        |                                                    |                                                    | Adaltrude                                          | Adaltrude                                          | Adaltrude                                          | Adaltrude                                          | Adaltrude  | Adaltrude  |            |            |                                     |                                     |                                     |                                     |                                     |                                     |       |       |       |       |  |  |  |  |  |  |  |  |  |  |  |  |
|                                                 |                                                 |                                                 |                                                 |                                                 |                                                 |                                                |                                                |                                                |                                                |                   |                   |                                  |                                  |                                  |                                  |                                  |                                  |                  |                  | Luis el Piadoso († 840) emperador              | Luis el Piadoso († 840) emperador              | Luis el Piadoso († 840) emperador              | Luis el Piadoso († 840) emperador              | Luis el Piadoso († 840) emperador                                                           | Luis el Piadoso († 840) emperador                                                           |                                                                                             |                                                                                             |                                                                                             |                                                                                             |                                   |                                   |                                                                    |                                                                    |                                                                    |                                                                    |                                                                    |                                                                    |             |             |             |             |         |         |                                 |                                 | Gauzlin I del Maine                        | Gauzlin I del Maine                        | Gauzlin I del Maine                        | Gauzlin I del Maine                        | Gauzlin I del Maine                        | Gauzlin I del Maine                        |                                                    |                                                    | Adaltrude                                          | Adaltrude                                          | Adaltrude                                          | Adaltrude                                          | Adaltrude  | Adaltrude  |            |            |                                     |                                     |                                     |                                     |                                     |                                     |       |       |       |       |  |  |  |  |  |  |  |  |  |  |  |  |
|                                                 |                                                 |                                                 |                                                 |                                                 |                                                 |                                                |                                                |                                                |                                                |                   |                   |                                  |                                  |                                  |                                  |                                  |                                  |                  |                  |                                                |                                                |                                                |                                                |                                                                                             |                                                                                             |                                                                                             |                                                                                             |                                                                                             |                                                                                             |                                   |                                   |                                                                    |                                                                    |                                                                    |                                                                    |                                                                    |                                                                    |             |             |             |             |         |         |                                 |                                 |                                            |                                            |                                            |                                            |                                            |                                            | {{{ä}}}                                            |                                                    |                                                    |                                                    |                                                    |                                                    |            |            |            |            |                                     |                                     |                                     |                                     |                                     |                                     |       |       |       |       |  |  |  |  |  |  |  |  |  |  |  |  |
|                                                 |                                                 |                                                 |                                                 |                                                 |                                                 |                                                |                                                |                                                |                                                |                   |                   |                                  |                                  |                                  |                                  |                                  |                                  |                  |                  |                                                |                                                |                                                |                                                |                                                                                             |                                                                                             |                                                                                             |                                                                                             |                                                                                             |                                                                                             |                                   |                                   |                                                                    |                                                                    |                                                                    |                                                                    |                                                                    |                                                                    |             |             |             |             |         |         |                                 |                                 |                                            |                                            |                                            |                                            |                                            |                                            |                                                    |                                                    |                                                    |                                                    |                                                    |                                                    |            |            |            |            |                                     |                                     |                                     |                                     |                                     |                                     |       |       |       |       |  |  |  |  |  |  |  |  |  |  |  |  |
|                                                 |                                                 |                                                 |                                                 | Guillaume de Gellone († 813) comte de Toulouse  | Guillaume de Gellone († 813) comte de Toulouse  | Guillaume de Gellone († 813) comte de Toulouse | Guillaume de Gellone († 813) comte de Toulouse | Guillaume de Gellone († 813) comte de Toulouse | Guillaume de Gellone († 813) comte de Toulouse |                   |                   |                                  |                                  |                                  |                                  |                                  |                                  |                  |                  | Pipino I de Aquitania († 838) rey de Aquitania | Pipino I de Aquitania († 838) rey de Aquitania | Pipino I de Aquitania († 838) rey de Aquitania | Pipino I de Aquitania († 838) rey de Aquitania | Pipino I de Aquitania († 838) rey de Aquitania                                              | Pipino I de Aquitania († 838) rey de Aquitania                                              |                                                                                             |                                                                                             |                                                                                             |                                                                                             | Rotrude († 810)                   | Rotrude († 810)                   | Rotrude († 810)                                                    | Rotrude († 810)                                                    | Rotrude († 810)                                                    | Rotrude († 810)                                                    |                                                                    |                                                                    | {{{Y}}}     | {{{Y}}}     | {{{Y}}}     | {{{Y}}}     | {{{Y}}} | {{{Y}}} |                                 |                                 | Rorgon I del Maine († 840) conde del Maine | Rorgon I del Maine († 840) conde del Maine | Rorgon I del Maine († 840) conde del Maine | Rorgon I del Maine († 840) conde del Maine | Rorgon I del Maine († 840) conde del Maine | Rorgon I del Maine († 840) conde del Maine |                                                    |                                                    |                                                    |                                                    |                                                    |                                                    | Bilichilde | Bilichilde | Bilichilde | Bilichilde | Bilichilde                          | Bilichilde                          |                                     |                                     | Hervé                               | Hervé                               | Hervé | Hervé | Hervé | Hervé |  |  |  |  |  |  |  |  |  |  |  |  |
|                                                 |                                                 |                                                 |                                                 | Guillaume de Gellone († 813) comte de Toulouse  | Guillaume de Gellone († 813) comte de Toulouse  | Guillaume de Gellone († 813) comte de Toulouse | Guillaume de Gellone († 813) comte de Toulouse | Guillaume de Gellone († 813) comte de Toulouse | Guillaume de Gellone († 813) comte de Toulouse |                   |                   |                                  |                                  |                                  |                                  |                                  |                                  |                  |                  | Pipino I de Aquitania († 838) rey de Aquitania | Pipino I de Aquitania († 838) rey de Aquitania | Pipino I de Aquitania († 838) rey de Aquitania | Pipino I de Aquitania († 838) rey de Aquitania | Pipino I de Aquitania († 838) rey de Aquitania                                              | Pipino I de Aquitania († 838) rey de Aquitania                                              |                                                                                             |                                                                                             |                                                                                             |                                                                                             | Rotrude († 810)                   | Rotrude († 810)                   | Rotrude († 810)                                                    | Rotrude († 810)                                                    | Rotrude († 810)                                                    | Rotrude († 810)                                                    |                                                                    |                                                                    | {{{Y}}}     | {{{Y}}}     | {{{Y}}}     | {{{Y}}}     | {{{Y}}} | {{{Y}}} |                                 |                                 | Rorgon I del Maine († 840) conde del Maine | Rorgon I del Maine († 840) conde del Maine | Rorgon I del Maine († 840) conde del Maine | Rorgon I del Maine († 840) conde del Maine | Rorgon I del Maine († 840) conde del Maine | Rorgon I del Maine († 840) conde del Maine |                                                    |                                                    |                                                    |                                                    |                                                    |                                                    | Bilichilde | Bilichilde | Bilichilde | Bilichilde | Bilichilde                          | Bilichilde                          |                                     |                                     | Hervé                               | Hervé                               | Hervé | Hervé | Hervé | Hervé |  |  |  |  |  |  |  |  |  |  |  |  |
|                                                 |                                                 |                                                 |                                                 |                                                 |                                                 |                                                |                                                |                                                |                                                |                   |                   |                                  |                                  |                                  |                                  |                                  |                                  |                  |                  |                                                |                                                |                                                |                                                |                                                                                             |                                                                                             |                                                                                             |                                                                                             |                                                                                             |                                                                                             |                                   |                                   |                                                                    |                                                                    |                                                                    |                                                                    |                                                                    |                                                                    |             |             |             |             |         |         |                                 |                                 |                                            |                                            |                                            |                                            |                                            |                                            |                                                    |                                                    |                                                    |                                                    |                                                    |                                                    |            |            |            |            |                                     |                                     |                                     |                                     |                                     |                                     |       |       |       |       |  |  |  |  |  |  |  |  |  |  |  |  |
|                                                 |                                                 |                                                 |                                                 |                                                 |                                                 |                                                |                                                |                                                |                                                |                   |                   |                                  |                                  |                                  |                                  |                                  |                                  |                  |                  |                                                |                                                |                                                |                                                |                                                                                             |                                                                                             |                                                                                             |                                                                                             |                                                                                             |                                                                                             |                                   |                                   |                                                                    |                                                                    |                                                                    |                                                                    |                                                                    |                                                                    |             |             |             |             |         |         |                                 |                                 |                                            |                                            |                                            |                                            |                                            |                                            |                                                    |                                                    |                                                    |                                                    |                                                    |                                                    |            |            |            |            |                                     |                                     |                                     |                                     |                                     |                                     |       |       |       |       |  |  |  |  |  |  |  |  |  |  |  |  |
|                                                 |                                                 |                                                 |                                                 | Bernard († 844) marqués Septimanie              | Bernard († 844) marqués Septimanie              | Bernard († 844) marqués Septimanie             | Bernard († 844) marqués Septimanie             | Bernard († 844) marqués Septimanie             | Bernard († 844) marqués Septimanie             |                   |                   | Guillaume cte d'Auvergne († 846) | Guillaume cte d'Auvergne († 846) | Guillaume cte d'Auvergne († 846) | Guillaume cte d'Auvergne († 846) | Guillaume cte d'Auvergne († 846) | Guillaume cte d'Auvergne († 846) |                  |                  | Nacido (ca. 823 † )                            | Nacido (ca. 823 † )                            | Nacido (ca. 823 † )                            | Nacido (ca. 823 † )                            | Nacido (ca. 823 † )                                                                         | Nacido (ca. 823 † )                                                                         |                                                                                             |                                                                                             | Gérard conde de Auverniae († 841)                                                           | Gérard conde de Auverniae († 841)                                                           | Gérard conde de Auverniae († 841) | Gérard conde de Auverniae († 841) | Gérard conde de Auverniae († 841)                                  | Gérard conde de Auverniae († 841)                                  |                                                                    |                                                                    | (Adaltrude)                                                        | (Adaltrude)                                                        | (Adaltrude) | (Adaltrude) | (Adaltrude) | (Adaltrude) |         |         | Gauzlin († 886) obispo de París | Gauzlin († 886) obispo de París | Gauzlin († 886) obispo de París            | Gauzlin († 886) obispo de París            | Gauzlin († 886) obispo de París            | Gauzlin († 886) obispo de París            |                                            |                                            | Bilichilde x Bernard le Poitevin comte de Poitiers | Bilichilde x Bernard le Poitevin comte de Poitiers | Bilichilde x Bernard le Poitevin comte de Poitiers | Bilichilde x Bernard le Poitevin comte de Poitiers | Bilichilde x Bernard le Poitevin comte de Poitiers | Bilichilde x Bernard le Poitevin comte de Poitiers |            |            |            |            | Raino I († 844) conde de 'Herbauges | Raino I († 844) conde de 'Herbauges | Raino I († 844) conde de 'Herbauges | Raino I († 844) conde de 'Herbauges | Raino I († 844) conde de 'Herbauges | Raino I († 844) conde de 'Herbauges |       |       |       |       |  |  |  |  |  |  |  |  |  |  |  |  |
|                                                 |                                                 |                                                 |                                                 | Bernard († 844) marqués Septimanie              | Bernard († 844) marqués Septimanie              | Bernard († 844) marqués Septimanie             | Bernard († 844) marqués Septimanie             | Bernard († 844) marqués Septimanie             | Bernard († 844) marqués Septimanie             |                   |                   | Guillaume cte d'Auvergne († 846) | Guillaume cte d'Auvergne († 846) | Guillaume cte d'Auvergne († 846) | Guillaume cte d'Auvergne († 846) | Guillaume cte d'Auvergne († 846) | Guillaume cte d'Auvergne († 846) |                  |                  | Nacido (ca. 823 † )                            | Nacido (ca. 823 † )                            | Nacido (ca. 823 † )                            | Nacido (ca. 823 † )                            | Nacido (ca. 823 † )                                                                         | Nacido (ca. 823 † )                                                                         |                                                                                             |                                                                                             | Gérard conde de Auverniae († 841)                                                           | Gérard conde de Auverniae († 841)                                                           | Gérard conde de Auverniae († 841) | Gérard conde de Auverniae († 841) | Gérard conde de Auverniae († 841)                                  | Gérard conde de Auverniae († 841)                                  |                                                                    |                                                                    | (Adaltrude)                                                        | (Adaltrude)                                                        | (Adaltrude) | (Adaltrude) | (Adaltrude) | (Adaltrude) |         |         | Gauzlin († 886) obispo de París | Gauzlin († 886) obispo de París | Gauzlin († 886) obispo de París            | Gauzlin († 886) obispo de París            | Gauzlin († 886) obispo de París            | Gauzlin († 886) obispo de París            |                                            |                                            | Bilichilde x Bernard le Poitevin comte de Poitiers | Bilichilde x Bernard le Poitevin comte de Poitiers | Bilichilde x Bernard le Poitevin comte de Poitiers | Bilichilde x Bernard le Poitevin comte de Poitiers | Bilichilde x Bernard le Poitevin comte de Poitiers | Bilichilde x Bernard le Poitevin comte de Poitiers |            |            |            |            | Raino I († 844) conde de 'Herbauges | Raino I († 844) conde de 'Herbauges | Raino I († 844) conde de 'Herbauges | Raino I († 844) conde de 'Herbauges | Raino I († 844) conde de 'Herbauges | Raino I († 844) conde de 'Herbauges |       |       |       |       |  |  |  |  |  |  |  |  |  |  |  |  |
|                                                 |                                                 |                                                 |                                                 |                                                 |                                                 |                                                |                                                |                                                |                                                |                   |                   |                                  |                                  |                                  |                                  |                                  |                                  |                  |                  |                                                |                                                |                                                |                                                |                                                                                             |                                                                                             |                                                                                             |                                                                                             |                                                                                             |                                                                                             |                                   |                                   |                                                                    |                                                                    |                                                                    |                                                                    |                                                                    |                                                                    |             |             |             |             |         |         |                                 |                                 |                                            |                                            |                                            |                                            |                                            |                                            |                                                    |                                                    |                                                    |                                                    |                                                    |                                                    |            |            |            |            |                                     |                                     |                                     |                                     |                                     |                                     |       |       |       |       |  |  |  |  |  |  |  |  |  |  |  |  |
|                                                 |                                                 |                                                 |                                                 |                                                 |                                                 |                                                |                                                |                                                |                                                |                   |                   |                                  |                                  |                                  |                                  |                                  |                                  |                  |                  |                                                |                                                |                                                |                                                |                                                                                             |                                                                                             |                                                                                             |                                                                                             |                                                                                             |                                                                                             |                                   |                                   |                                                                    |                                                                    |                                                                    |                                                                    |                                                                    |                                                                    |             |             |             |             |         |         |                                 |                                 |                                            |                                            |                                            |                                            |                                            |                                            |                                                    |                                                    |                                                    |                                                    |                                                    |                                                    |            |            |            |            |                                     |                                     |                                     |                                     |                                     |                                     |       |       |       |       |  |  |  |  |  |  |  |  |  |  |  |  |
| Bernard Plantevelue († 886) marqués de Gothie   | Bernard Plantevelue († 886) marqués de Gothie   | Bernard Plantevelue († 886) marqués de Gothie   | Bernard Plantevelue († 886) marqués de Gothie   | Bernard Plantevelue († 886) marqués de Gothie   | Bernard Plantevelue († 886) marqués de Gothie   |                                                |                                                | Guillaume († 850)                              | Guillaume († 850)                              | Guillaume († 850) | Guillaume († 850) | Guillaume († 850)                | Guillaume († 850)                |                                  |                                  | Ne                               | Ne                               | Ne               | Ne               | Ne                                             | Ne                                             |                                                |                                                |                                                                                             |                                                                                             |                                                                                             |                                                                                             |                                                                                             |                                                                                             |                                   |                                   | Ranulfo I comte de Poitiers (v.825 † 866) consaguineus de Raino II | Ranulfo I comte de Poitiers (v.825 † 866) consaguineus de Raino II | Ranulfo I comte de Poitiers (v.825 † 866) consaguineus de Raino II | Ranulfo I comte de Poitiers (v.825 † 866) consaguineus de Raino II | Ranulfo I comte de Poitiers (v.825 † 866) consaguineus de Raino II | Ranulfo I comte de Poitiers (v.825 † 866) consaguineus de Raino II |             |             |             |             |         |         |                                 |                                 |                                            |                                            |                                            |                                            |                                            |                                            |                                                    |                                                    |                                                    |                                                    |                                                    |                                                    |            |            |            |            | Raino II († 885) cte d'Herbauges    | Raino II († 885) cte d'Herbauges    | Raino II († 885) cte d'Herbauges    | Raino II († 885) cte d'Herbauges    | Raino II († 885) cte d'Herbauges    | Raino II († 885) cte d'Herbauges    |       |       |       |       |  |  |  |  |  |  |  |  |  |  |  |  |
| Bernard Plantevelue († 886) marqués de Gothie   | Bernard Plantevelue († 886) marqués de Gothie   | Bernard Plantevelue († 886) marqués de Gothie   | Bernard Plantevelue († 886) marqués de Gothie   | Bernard Plantevelue († 886) marqués de Gothie   | Bernard Plantevelue († 886) marqués de Gothie   |                                                |                                                | Guillaume († 850)                              | Guillaume († 850)                              | Guillaume († 850) | Guillaume († 850) | Guillaume († 850)                | Guillaume († 850)                |                                  |                                  | Ne                               | Ne                               | Ne               | Ne               | Ne                                             | Ne                                             |                                                |                                                |                                                                                             |                                                                                             |                                                                                             |                                                                                             |                                                                                             |                                                                                             |                                   |                                   | Ranulfo I comte de Poitiers (v.825 † 866) consaguineus de Raino II | Ranulfo I comte de Poitiers (v.825 † 866) consaguineus de Raino II | Ranulfo I comte de Poitiers (v.825 † 866) consaguineus de Raino II | Ranulfo I comte de Poitiers (v.825 † 866) consaguineus de Raino II | Ranulfo I comte de Poitiers (v.825 † 866) consaguineus de Raino II | Ranulfo I comte de Poitiers (v.825 † 866) consaguineus de Raino II |             |             |             |             |         |         |                                 |                                 |                                            |                                            |                                            |                                            |                                            |                                            |                                                    |                                                    |                                                    |                                                    |                                                    |                                                    |            |            |            |            | Raino II († 885) cte d'Herbauges    | Raino II († 885) cte d'Herbauges    | Raino II († 885) cte d'Herbauges    | Raino II († 885) cte d'Herbauges    | Raino II († 885) cte d'Herbauges    | Raino II († 885) cte d'Herbauges    |       |       |       |       |  |  |  |  |  |  |  |  |  |  |  |  |
|                                                 |                                                 |                                                 |                                                 |                                                 |                                                 |                                                |                                                |                                                |                                                |                   |                   |                                  |                                  |                                  |                                  |                                  |                                  |                  |                  |                                                |                                                |                                                |                                                |                                                                                             |                                                                                             |                                                                                             |                                                                                             |                                                                                             |                                                                                             |                                   |                                   |                                                                    |                                                                    |                                                                    |                                                                    |                                                                    |                                                                    |             |             |             |             |         |         |                                 |                                 |                                            |                                            |                                            |                                            |                                            |                                            |                                                    |                                                    |                                                    |                                                    |                                                    |                                                    |            |            |            |            |                                     |                                     |                                     |                                     |                                     |                                     |       |       |       |       |  |  |  |  |  |  |  |  |  |  |  |  |
|                                                 |                                                 |                                                 |                                                 |                                                 |                                                 |                                                |                                                |                                                |                                                |                   |                   |                                  |                                  |                                  |                                  |                                  |                                  |                  |                  |                                                |                                                |                                                |                                                |                                                                                             |                                                                                             |                                                                                             |                                                                                             |                                                                                             |                                                                                             |                                   |                                   |                                                                    |                                                                    |                                                                    |                                                                    |                                                                    |                                                                    |             |             |             |             |         |         |                                 |                                 |                                            |                                            |                                            |                                            |                                            |                                            |                                                    |                                                    |                                                    |                                                    |                                                    |                                                    |            |            |            |            |                                     |                                     |                                     |                                     |                                     |                                     |       |       |       |       |  |  |  |  |  |  |  |  |  |  |  |  |
| Guillermo el Piadoso († 918) duque de Aquitania | Guillermo el Piadoso († 918) duque de Aquitania | Guillermo el Piadoso († 918) duque de Aquitania | Guillermo el Piadoso († 918) duque de Aquitania | Guillermo el Piadoso († 918) duque de Aquitania | Guillermo el Piadoso († 918) duque de Aquitania |                                                |                                                |                                                |                                                |                   |                   |                                  |                                  |                                  |                                  | Gauzbert († 892)                 | Gauzbert († 892)                 | Gauzbert († 892) | Gauzbert († 892) | Gauzbert († 892)                               | Gauzbert († 892)                               |                                                |                                                | Ranulfo II de Poitiers († 5 de agosto del 890) conde de Poitiers consaguineus Guil.le Pieux | Ranulfo II de Poitiers († 5 de agosto del 890) conde de Poitiers consaguineus Guil.le Pieux | Ranulfo II de Poitiers († 5 de agosto del 890) conde de Poitiers consaguineus Guil.le Pieux | Ranulfo II de Poitiers († 5 de agosto del 890) conde de Poitiers consaguineus Guil.le Pieux | Ranulfo II de Poitiers († 5 de agosto del 890) conde de Poitiers consaguineus Guil.le Pieux | Ranulfo II de Poitiers († 5 de agosto del 890) conde de Poitiers consaguineus Guil.le Pieux |                                   |                                   | Ebles († 2 de octubre del 892) abad de Saint-Denis nepos Gauzlin   | Ebles († 2 de octubre del 892) abad de Saint-Denis nepos Gauzlin   | Ebles († 2 de octubre del 892) abad de Saint-Denis nepos Gauzlin   | Ebles († 2 de octubre del 892) abad de Saint-Denis nepos Gauzlin   | Ebles († 2 de octubre del 892) abad de Saint-Denis nepos Gauzlin   | Ebles († 2 de octubre del 892) abad de Saint-Denis nepos Gauzlin   |             |             |             |             |         |         |                                 |                                 |                                            |                                            |                                            |                                            |                                            |                                            |                                                    |                                                    |                                                    |                                                    |                                                    |                                                    |            |            |            |            |                                     |                                     |                                     |                                     |                                     |                                     |       |       |       |       |  |  |  |  |  |  |  |  |  |  |  |  |
| Guillermo el Piadoso († 918) duque de Aquitania | Guillermo el Piadoso († 918) duque de Aquitania | Guillermo el Piadoso († 918) duque de Aquitania | Guillermo el Piadoso († 918) duque de Aquitania | Guillermo el Piadoso († 918) duque de Aquitania | Guillermo el Piadoso († 918) duque de Aquitania |                                                |                                                |                                                |                                                |                   |                   |                                  |                                  |                                  |                                  | Gauzbert († 892)                 | Gauzbert († 892)                 | Gauzbert († 892) | Gauzbert († 892) | Gauzbert († 892)                               | Gauzbert († 892)                               |                                                |                                                | Ranulfo II de Poitiers († 5 de agosto del 890) conde de Poitiers consaguineus Guil.le Pieux | Ranulfo II de Poitiers († 5 de agosto del 890) conde de Poitiers consaguineus Guil.le Pieux | Ranulfo II de Poitiers († 5 de agosto del 890) conde de Poitiers consaguineus Guil.le Pieux | Ranulfo II de Poitiers († 5 de agosto del 890) conde de Poitiers consaguineus Guil.le Pieux | Ranulfo II de Poitiers († 5 de agosto del 890) conde de Poitiers consaguineus Guil.le Pieux | Ranulfo II de Poitiers († 5 de agosto del 890) conde de Poitiers consaguineus Guil.le Pieux |                                   |                                   | Ebles († 2 de octubre del 892) abad de Saint-Denis nepos Gauzlin   | Ebles († 2 de octubre del 892) abad de Saint-Denis nepos Gauzlin   | Ebles († 2 de octubre del 892) abad de Saint-Denis nepos Gauzlin   | Ebles († 2 de octubre del 892) abad de Saint-Denis nepos Gauzlin   | Ebles († 2 de octubre del 892) abad de Saint-Denis nepos Gauzlin   | Ebles († 2 de octubre del 892) abad de Saint-Denis nepos Gauzlin   |             |             |             |             |         |         |                                 |                                 |                                            |                                            |                                            |                                            |                                            |                                            |                                                    |                                                    |                                                    |                                                    |                                                    |                                                    |            |            |            |            |                                     |                                     |                                     |                                     |                                     |                                     |       |       |       |       |  |  |  |  |  |  |  |  |  |  |  |  |
|                                                 |                                                 |                                                 |                                                 |                                                 |                                                 |                                                |                                                |                                                |                                                |                   |                   |                                  |                                  |                                  |                                  |                                  |                                  |                  |                  |                                                |                                                |                                                |                                                | Ebles Manzer († 934) comte de Poitiers                                                      |                                                                                             |                                                                                             |                                                                                             |                                                                                             |                                                                                             |                                   |                                   |                                                                    |                                                                    |                                                                    |                                                                    |                                                                    |                                                                    |             |             |             |             |         |         |                                 |                                 |                                            |                                            |                                            |                                            |                                            |                                            |                                                    |                                                    |                                                    |                                                    |                                                    |                                                    |            |            |            |            |                                     |                                     |                                     |                                     |                                     |                                     |       |       |       |       |  |  |  |  |  |  |  |  |  |  |  |  |
|                                                 |                                                 |                                                 |                                                 |                                                 |                                                 |                                                |                                                |                                                |                                                |                   |                   |                                  |                                  |                                  |                                  |                                  |                                  |                  |                  |                                                |                                                |                                                |                                                |                                                                                             |                                                                                             |                                                                                             |                                                                                             |                                                                                             |                                                                                             |                                   |                                   |                                                                    |                                                                    |                                                                    |                                                                    |                                                                    |                                                                    |             |             |             |             |         |         |                                 |                                 |                                            |                                            |                                            |                                            |                                            |                                            |                                                    |                                                    |                                                    |                                                    |                                                    |                                                    |            |            |            |            |                                     |                                     |                                     |                                     |                                     |                                     |       |       |       |       |  |  |  |  |  |  |  |  |  |  |  |  |
|                                                 |                                                 |                                                 |                                                 |                                                 |                                                 |                                                |                                                |                                                |                                                |                   |                   |                                  |                                  |                                  |                                  |                                  |                                  |                  |                  |                                                |                                                |                                                |                                                | Guillaume III († 963) conde de Poitiers                                                     |                                                                                             |                                                                                             |                                                                                             |                                                                                             |                                                                                             |                                   |                                   |                                                                    |                                                                    |                                                                    |                                                                    |                                                                    |                                                                    |             |             |             |             |         |         |                                 |                                 |                                            |                                            |                                            |                                            |                                            |                                            |                                                    |                                                    |                                                    |                                                    |                                                    |                                                    |            |            |            |            |                                     |                                     |                                     |                                     |                                     |                                     |       |       |       |       |  |  |  |  |  |  |  |  |  |  |  |  |